# Tony Ashton
Tony Ashton (Blackburn, 1º marzo 1946 – Londra, 28 maggio 2001) è stato un cantante britannico noto principalmente per la sua permanenza nelle band The Remo Four e Paice Ashton Lord.

## Biografia
Alla fine degli anni '60 Ashton formò un nuovo gruppo con il batterista dei Remo Four Roy Dyke e il bassista Kim Gardner. Si chiamavano Ashton, Gardner and Dyke. La loro musica, tutta composta da Ashton, era una fusione di R&B e jazz. Il trio ha registrato tre album, ma ha ottenuto riconoscimenti nel Regno Unito nel 1971, quando il singolo "Resurrection Shuffle" ha raggiunto il numero tre della UK Singles Chart. Dopo questo successo improvviso non riuscirono a ottenere altri singoli di successo e si sciolsero nel 1973.
All'inizio degli anni '90, Tony Ashton iniziò a sviluppare la sua seconda carriera come artista. Molti dei dipinti di Ashton sono stati acquistati dal presentatore televisivo  Chris Evans per la mostra nella sua galleria d'arte, Well Hung, a Notting Hill. Oltre a vendere molti dipinti (disegni a china e olio/acrilico), il suo lavoro può essere visto sulle copertine di vari CD, tra cui il suo maxi singolo Mr Ashton Sings Big Red e Other Love Songs. Nel 1996, Ashton ha suonato in alcuni concerti in (Germania) e si è riunito con Bernie Marsden. Insieme hanno suonato in vari Festival (in Norvegia e nel Regno Unito).

## Discografia

### Solista
- 1974 - First of the Big Band
- 1984 - Live in the Studio
- 1995 - Big Red and Other Love Songs

### Con i Paice Ashton Lord
- 1977 - Malice in Wonderland